# 두사순
두사순(杜思順, 1525년∼1577년)은 조선 전기 군산[옛 옥구현] 지역 출신의 무관으로 강령현감, 비인현감을 역임한 청백리이다. 본관은 두릉(杜陵))이고, 옥구현(현 군산시) 회현면에서 출생하였다.

## 가계
두사순(杜思順)은 두릉 두씨 시조 두경령(杜慶寧)의 14세손이다. 증조할아버지는 군산에 세거한 두릉 두씨 옥구 입향조 두승손(杜承孫)이며, 할아버지는 효행으로 세상에 널리 알려져 중종 연간에 효자 정려가 세워진 두세준(杜世俊)이다. 아버지는 선무랑을 지낸 두헌(杜憲)이다. 외할아버지는 평택 현감을 지낸 이성수(李成壽)이고, 장인은 김경림(金敬林)이며, 두 번째 부인의 아버지는 부장(部將)을 지낸 윤립(尹岦)이다. 아들 두정란(杜廷蘭), 두정협(杜廷莢)은 임진왜란 때 조헌과 함께 금산 전투에서 순절하였다.

## 활동 사항
두사순은 1525년(중종 20)에 태어나 1587년(선조 20)에 사망하였다. 무공(武功)을 세워 입신(立身)하였으며, 관직으로는 훈련원 판관(訓練院判官), 사복시 주부(司僕寺主簿), 사도진 수군 첨절제사 등을 지냈다.
1577년(선조 10), 비인 현감(庇仁縣監)으로 있을 때 어질고 바르게 일을 처리하므로, 비인현 사람들이 청백 선정비를 세우고 청백리라고 칭송하였다.
1580년(선조 13), 강령 현감(康翎縣監)으로 있을 때에는 흉년을 당하여 굶주림에 허덕이는 고을 백성들을 위해 백방으로 노력하였다. 당시 강령현 고을 사람들이 ‘옛날 한나라 때에 정치를 잘하여 두모(杜母)라는 칭호를 얻은 두시(杜詩)라는 분이 있었는데, 지금 사순공(思順公)도 정치를 잘하여 두부(杜父)라고 호칭하네.’라는 노래를 지어 선정(善政)을 칭송하였다.
1924년에 간행된 『옥구 군지(沃溝郡誌)』 사환(仕宦) 조(條)에 수록되어 있다.

## 조선시대 청백리 두사순현감 묘역 향토문화유산 지정(2019년11월7일)
```
　군산시는 11월 7일 옥구읍 오곡리 소재 ‘두사순 현감 묘역’을 향토문화유산 제21호로 지정했다. 두사순(杜思順·1525년~1587년)현감은 조선전기 무신으로 충청도 비인현감 및 강령현감 재직시 청백리이자 선정을 
 베푼 목민관으로 명성을 떨쳤다.봉분 원형이 오롯이 보존됐고 340년전에 세워진 비석은 예술적 가치가 높다는 평가이다.
```

## 조선시대 청백리 두사순현감묘역 향토문화유산 지정언론기사
군산시(시장 강임준)가 지난 5일 옥구읍 오곡리에 소재한 ‘두사순현감 및 두정란장군 묘역’을 향토문화유산 제21호로 지정했다. 향토문화유산 21호로 지정된 ‘두사순 묘’는 조선시대 무신인 두사순(杜思順, 1525년~1587년)의 묘로, 두사순은 조선전기 무신으로 충청도 비인현감 및 강령현감 재직시 청백리이자 선정을 베푼 목민관으로서 명성이 높았던 인물이다. 또한 “두정란장군 묘”는 조선 선조조 무신인 두정란(杜廷蘭, 1550~1592년)의 묘로 두정란장군은 임진왜란 당시 웅치전투에 공훈을 세워 전주성방어의 위업(偉業)에 기여한 옥구현(沃溝縣)출신의 인물이다.사료에 따르면 두 장군은 임진왜란(壬辰倭亂)을 당하여 고향인 옥구현에서 군병을 모집하여 웅치(熊峙)의 왜적이 있는 곳으로 직바로 가서 김제군수 정담(鄭湛),해남현감(海南縣) 변웅정(邊雄井)과 같이과 같이 분전하여 왜적을 토벌하고 시진역궁(矢盡力窮)으로 순절하였다.
- 연합뉴스,네이버뉴스,전북일보등 20개 언론기사

## 참고 문헌
- 『신증동국여지승람』
- 『옥구 군지』(옥구 향교, 1924)
- 『옥구 군지』(옥구 군지 편찬 위원회, 1963)
- 『옥구 군지』(옥구 군지 편찬 위원회, 1990)
- 『옥구인물지』(옥구 문화원, 1991)
- 『전라 문화의 맥과 전북 인물』(전북 대학교 전라 문화 연구소, 1990)
- 『청백교직자 청담두진열선생』(청담선생추모문집발간위원회, 2019)